# Nengo Nengo
Nengo Nengo, également typographié Nengonengo, est un petit atoll de l'archipel des Tuamotu en Polynésie française. Il est rattaché administrativement à la commune d'Hao.

## Géographie

### Situation
Nengo Nengo est situé à 54 km au sud-est de Ravahere, l'atoll le plus proche, à 100 km au sud-ouest d'Hao, et à 775 km à l'est de Tahiti. C'est un atoll de forme ovale de 13 km de longueur et 8 km de largeur maximales pour une surface de terres émergées de 9 km2. Son vaste lagon a une superficie de 67 km2 et est dépourvu de passe naturelle de communication avec l'océan Pacifique bien que trois ouvertures dans le récif corallien aient été réalisées sur les motus Nord (pour la plus importante) et également de plus modestes sur les motus Est et Ouest.
L'atoll n'est plus désormais habité de manière permanente.

### Géologie
D'un point de vue géologique, l'atoll est l'excroissance corallienne (de 45 mètres) du sommet du mont volcanique sous-marin homonyme (d'un volume d'environ 4 744 km3), qui mesure 4 355 mètres depuis le plancher océanique, ce qui en fait une des plus hautes montagnes sous-marines de l'archipel, formé il y a environ 45,8 à 47,6 millions d'années. Elle est située sur la chaîne des Tuamotu, orientée approximativement au N128°E.

## Histoire
Le premier Européen à avoir fait mention de Nengo Nengo fut l'Anglais Samuel Wallis qui l'aborda le 13 juin 1767, et nomme l'atoll Prince William Henry Island. C'est ensuite le navigateur français Louis Isidore Duperrey qui le visite, à bord du navire La Coquille, le 25 avril 1823 et le nomme Île Lostange puis le Britannique Frederick Beechey en fait mention le 27 février 1826 sous les deux noms.

## Économie
L'activité principale de l'atoll repose désormais sur la perliculture, autorisée sur 500 ha du lagon pour l'élevage et le greffage.
Nengo Nengo possède un aérodrome privé inauguré en 1993 – avec une piste de 1 400 mètres non asphaltée tracée sur le motu Est –, propriété de la compagnie perlière de Robert Wan. Entre 2001 et 2004, il a toutefois accueilli, en moyenne, environ 200 vols et 2 500 passagers par an mais cette activité touristique s'est brusquement arrêtée en 2005. Situé à deux heures de vol de Papeete, l'atoll lui appartiendrait désormais entièrement, et son accès serait réservé au tourisme haut de gamme.